# X Games Osaka 2025
La XXXVIII edición de los X Games se celebró en Osaka (Japón) entre el 20 y el 22 de junio de 2025 bajo la organización de la empresa X Games Japan.

## Medallistas
| Evento               | Oro                     | Plata                             | Bronce                    |
| -------------------- | ----------------------- | --------------------------------- | ------------------------- |
| Parque               | Rim Nakamura Japón      | Marcus Christopher Estados Unidos | Anthony Jeanjean Francia  |
| Parque – Mejor truco | Ryan Williams Australia | Logan Martin Australia            | Kevin Peraza · México     |
| Calle                | Courage Adams · España  | Devon Smillie Estados Unidos      | Jordan Godwin Reino Unido |
| Flatland             | Yohei Uchino Japón      | Moto Sasaki Japón                 | Yu Katagiri Japón         |